# Eddie Howe
Edward John Frank Howe (ur. 29 listopada 1977 w Amersham) – angielski trener piłkarski oraz piłkarz występujący na pozycji obrońcy. Jako zawodnik reprezentował barwy takich zespołów, jak Bournemouth, Portsmouth oraz Swindon Town. Po zakończeniu kariery zajął się pracą trenerską i prowadził m.in. Burnley. Obecnie pełni funkcję trenera klubu Newcastle United.

## Statystyki kariery szkoleniowej
(aktualne na dzień 19 lutego 2022)
| Klub        | Od                   | Do                   | Statystyki | Statystyki | Statystyki | Statystyki | Statystyki |
| Klub        | Od                   | Do                   | Mecze      | Wygrane    | Remisy     | Porażki    | Wygrane %  |
| ----------- | -------------------- | -------------------- | ---------- | ---------- | ---------- | ---------- | ---------- |
| Bournemouth | 31 grudnia 2008      | 16 stycznia 2011     | 102        | 51         | 18         | 33         | 50,00      |
| Burnley     | 16 stycznia 2011     | 12 października 2012 | 87         | 34         | 19         | 34         | 39,08      |
| Bournemouth | 12 października 2012 | 1 sierpnia 2020      | 356        | 143        | 77         | 136        | 40,17      |
| Newcastle   | 8 listopada 2021     | obecnie              | 14         | 4          | 5          | 5          | 28,57      |
| Ogólnie     | Ogólnie              | Ogólnie              | 558        | 232        | 118        | 208        | 41,58      |